# Гравець року ФІФА 1992
«Гравець року ФІФА» за підсумками 1992 року був названий в Ешторілі на початку 1993 року в рамках шоу, організованого португальською спортивною газетою «A Bola». Це була друга нагорода премії «Гравець року ФІФА», започаткована ФІФА у 1991 році. Лауреатом нагороди став нідерландський футболіст Марко ван Бастен.
Переможець визначався за підсумками голосування серед 71 тренера національних команд світу. Кожен з тренерів визначав трійку найкращих футболістів, окрім співвітчизників. Перше місце оцінювалось у п'ять балів, друге — три бали, третє місце — 1 бал.

## Підсумки голосування
| №  | Гравець          | Клуб(и)            | Країна     | Очки |
| -- | ---------------- | ------------------ | ---------- | ---- |
| 1  | Марко ван Бастен | Мілан              | Нідерланди | 161  |
| 2  | Христо Стоїчков  | Барселона          | Болгарія   | 88   |
| 3  | Томас Гесслер    | Рома               | Німеччина  | 61   |
| 4  | Жан-П'єр Папен   | Марсель Мілан      | Франція    | 46   |
| 5= | Браян Лаудруп    | Баварія Фіорентіна | Данія      | 44   |
| 5= | Петер Шмейхель   | Манчестер Юнайтед  | Данія      | 44   |
| 7  | Денніс Бергкамп  | Аякс               | Нідерланди | 29   |
| 8  | Франк Райкард    | Мілан              | Нідерланди | 23   |
| 9= | Абеді Пеле       | Марсель            | Гана       | 10   |
| 9= | Франко Барезі    | Мілан              | Італія     | 10   |
| 9= | Юрген Клінсманн  | Інтер Монако       | Німеччина  | 10   |